# 拉宾医学中心
拉宾医学中心（希伯來語：‎）是以色列佩塔提克瓦的一家大型医院。